# Здравство у општини Источна Илиџа
Здравство у општини Источна Илиџа организовано је тако здравствену заштиту пружају јавне и приватне здравствене установе из области примарне, секундарне и терцијалне здравствене заштите.

## Болница „Србија” Источно Сарајево
ЈЗУ Болница „Србија” Источно Сарајево је носилац терцијалног нивоа здравствене заштите за комплетно подручје града Источно Сарајево. Почела је са радом 1992. године, у објекте бивше Клинике за плућне болести и туберкулозу плућа. Постојеће зграде (павиљони) у кругу ове здравствене установе прављене су у периоду од 1920. до 1957. године. Клинике и болничке службе у Источном Сарајеву, настале су трансформацијом из Опште болнице Касиндо 2001. године, формирањем новог правног субјекта Клиничког центра Источно Сарајево.
Данас болница Источно Сарајево у свом саставу има  преко 22 одељења и службе. Септембра 2005. године Болница Источно Сарајево је добила нову савремену зграду микробиологије и имунологиоје, за чију је изградњу средства обезбедила грчка влада. Зграда је пројектована према савременим нормативима у здравству и опремљена најсавременијом опремом. 2. априла 2012. године отворено је реновирано педијатријско одјељење болнице Источно Сарајево.

## Дом здравља Источно Сарајево
Дом здравља Источно Сарајево је јавна здравствена установа која спроводи примарну и специјалистичко консултативну здравствену заштиту за становништво општина Источно Ново Сарајево, Источна Илиџа и велики број повратника у кантон Сарајево.
Своју делатност Дом здравља обавља у следећим областима:
- хигијенско епидемиолошке здравствене заштите,
- здравствене заштите становништва по моделу доктора породичне медицине,
- стоматолошке здравствене заштите,
- лабораторијске и радиолошке дијагностике,
- хитне медицинске помоћи,
- заштите менталног здравља (у оквиру Центра за ментално здравље),
- физикалне терапије у заједници,
- снабдевања ампулираних лијековаи санитетског материјала,
- здравствена заштита деце од 0 до 6 година (педијатрија).
- здравствена заштита девојчица и жена од 15 и више година (гинекологија).

## Регионални центар Источно Сарајево Института за јавно здравље РС
Регионални центар Источно Сарајево је специјализована здравствена установа за унапређење здравља и превенцију болести. Центар прати и проучава здравствено стање становништва, епидемиолошку ситуацију и хигијенске прилике, и обавља и друге послове у складу са прописима из области здравствене заштите.
Формиран је 1993. године у ратном периоду на подручју Грбавице, у објекту Шумарског факултета. По Дејтонском споразуму извршено је дислоцирања Центра у Лукавицу, тачније у један од павиљона бивше касарне Чича, у којој да би почео са радом билапотребна година дана рада на адаптацији простора. Центар је оспособљен и почео је да ради пуним капацитетом 1997. године.
Подручје деловања Центра је Сарајевско – романијска регија са општинама Источно Ново Сарајево, Источна Илиџа, Источни Стари Град, Пале, Трново, Соколац, Хан Пијесак и Рогатица.
Тренутно у Центару ради 22 запослена радника на неодређено време у следећим организационим одељењим службама:
- Одељење за епидемиологију
- Одељење за хигијену
- Одељење за социјалну медицину
- Служба за микробиолошке и хемијске анализе
- Одељење за заједничке послове

## Интернационални дијализни центар (ИДЦ)
Интернационални дијализни центар је четврти центар те врсте и намена компаније Euromedic International у Републици Српској, који је почео са радом 1. октобра 2008. године.
Дијализни центар поред примарне услуге дијализе пацијента, пружа и услуге хемодијафилтрације (као најсавременијом методом за лечење болесника са терминалном бубрежном слабошћу)
Центар располаже са 16 дијализних места, док је пуни капацитет Центра са радом у три смене 96 болесника дневно.

## Апотека Источно Сарајево
Апотека Источно Сарајево је јавна здравствена установа која апотекарску делатност обавља као део здравствене делатности од интереса за Републику Српску.
Апотека Источно Сарајево је намењена да потпуно и континуирано снабдевање лијковима и помоћним лековитим средствима, становништва и пацијента са подручја четири општине – Источна Илиџа, Источно Ново Сарајево, Трново и Рогатица.